# 피렌체 대학교
피렌체 대학교(이탈리아어: Università degli Studi di Firenze, 약칭 UNIFI, 영어: University of Florence)는 이탈리아 피렌체에 위치한 국립 연구 중심 대학이다. 피렌체 대학교는 12개의 학부로 구성되어 있으며 약 5만 명의 학생이 재학 중이다.

## 역사
피렌체 최초의 대학은 1321년 피렌체 공화국에 의해 설립된 스투디오 피오렌티노(Studio Fiorentino)였다. 이 스투디움은 1349년 교황 클레멘스 6세에게 인정을 받고 정규 학위를 수여할 권한을 얻었다. 교황은 또한 이탈리아 최초의 신학부가 피렌체에 설치되도록 하였다. 1364년 스투디움은 제국 대학으로 승격되었으나, 1473년 로렌초 데 메디치(일명 위대한 로렌초)가 피렌체를 장악하면서 피사로 이전되었다. 이후 샤를 8세가 1497년부터 1515년까지 대학을 피렌체로 되돌렸지만, 메디치 가문이 권력을 되찾으면서 다시 피사로 옮겨졌다.
현대의 피렌체 대학교는 1859년에 기원을 두고 있다. 당시 여러 고등 교육 기관들이 합쳐져 실천 및 전문연구소(Istituto di Studi Pratici e di Perfezionamento)를 형성했으며, 이듬해 새롭게 통일된 이탈리아 정부로부터 정식 대학으로 인정받았다. 1923년, 이 연구소는 이탈리아 의회에 의해 공식적으로 대학으로 명명되었다.

## 조직
피렌체 대학교는 농업, 건축, 인문학, 경제학, 교육학, 공학, 법학, 수학·물리·자연과학, 의학 및 외과, 약리학, 정치학, 심리학 등 12개 학부로 나뉜다.
각 학부는 학문 분야의 특성에 따라 전통적으로 전략적인 위치에 자리 잡고 있다. 경제학부, 법학부, 정치학부는 노볼리(Novoli) 지구의 사회과학 캠퍼스(Polo delle Scienze Sociali)에 있으며, 신축 법원 근처에 위치한다. 의학부, 약학부, 일부 과학 및 공학 부서는 병원과 가까운 카레지(Careggi) 지구에 있다. 공학부는 산타 마르타 연구소(S. Marta Institute)에 있으며, 농업부는 카스치네 공원(Parco delle Cascine) 맞은편에 위치한다. 수학·물리·자연과학부는 세스토피오렌티노에 있고, 건축학부는 도심에 있으며, 미켈란젤로의 다비드상이 있는 피렌체 미술 아카데미와 가깝다. 문학, 역사, 철학, 교육학부 역시 피렌체 중심지에 자리 잡고 있다.

## 법학부
피렌체 대학교는 이탈리아 최고 수준의 법학부를 보유하고 있으며, 이탈리아 교육·대학·연구부로부터 반복적으로 ‘우수 학과(Department of Excellence)’로 인정받았다. 피렌체 대학교 법학부의 동문과 교수진은 이탈리아 정부의 주요 직책을 맡아왔다. 이들 중에는 이탈리아 헌법재판소의 재판소장 실바나 샤라, 파올로 그로시, 우고 데 시에르보, 엔초 켈리, 전 유고슬라비아 국제형사재판소 및 레바논 특별재판소 재판소장 안토니오 카세세, 국제사법재판소 재판관 조르조 가자, 유럽연합 사법재판소 재판관 로베르토 마스트로이아니, 이탈리아 총리 마테오 렌치와 주세페 콘테, 그리고 제헌의회 의원 피에로 칼라만드레이와 조르조 라 피라가 포함된다.

## 저명한 인물

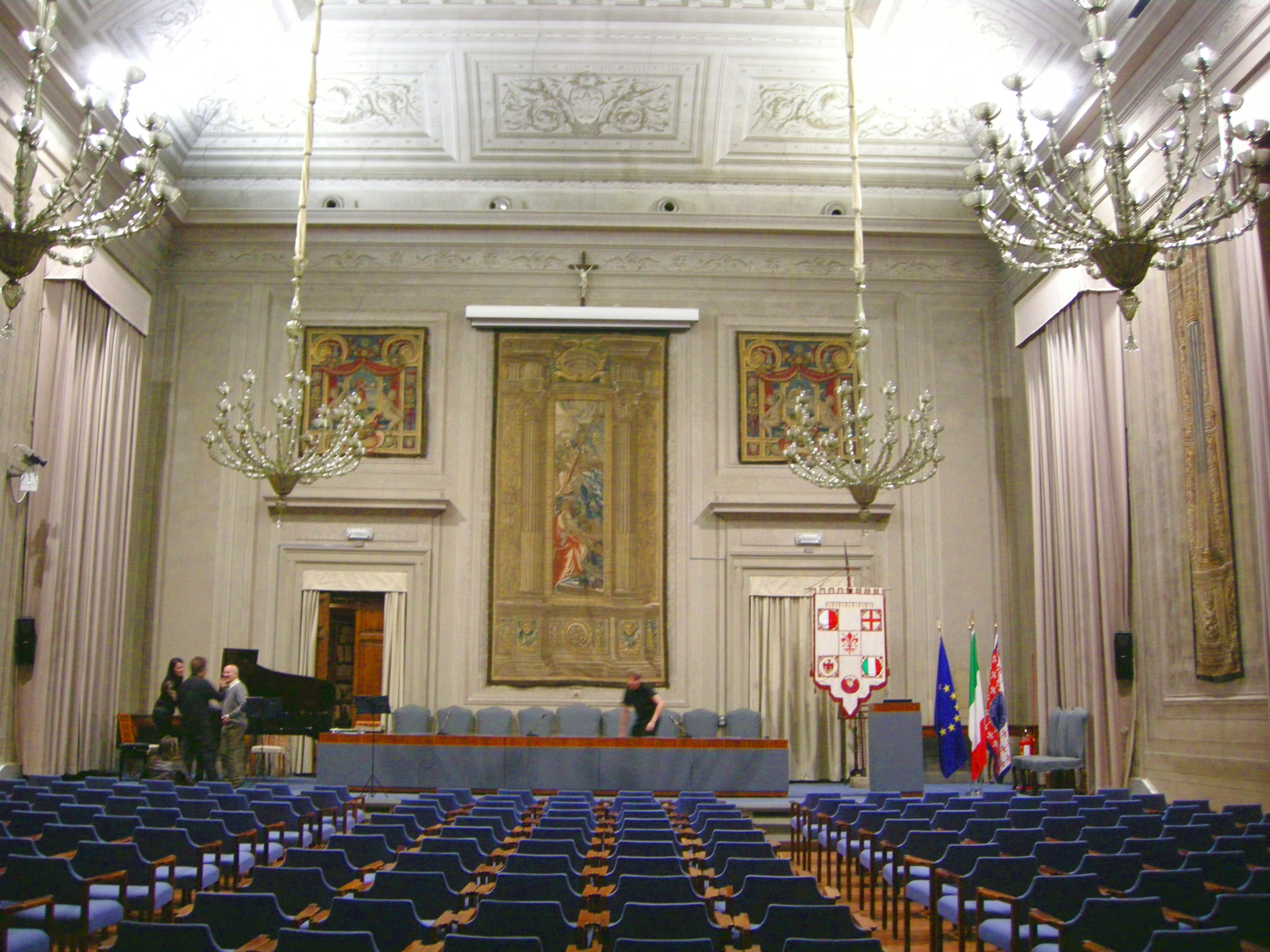
총장실 강당

### 동문
피렌체 대학교의 주요 동문은 다음과 같다.
- 이탈리아 언론인 인드로 몬타넬리, 오리아나 팔라치, 나디아 토파

- 캐나다 총독을 지냈으며 현재 국제 프랑코포니 기구 사무총장인 미카엘 장[8]

- 교황 비오 2세[9]

- 이탈리아 총리 조반니 스파돌리니, 람베르토 디니[10], 마테오 렌치[11][12]

- 말레이시아 클란탄 왕가 텡쿠 무함마드 파이즈 페트라

- 이탈리아 정치 지도자 조르조 라 피라[13][14]

- 건축가 피어 카를로 본템피[15][16]

- 유럽 의회 의장 다비드 사솔리

- 건축가 하미드 가베이[17]

- 천체물리학자 마르게리타 학[18][19]

- 면역학자 파올라 리치아르디-카스타뇰리[20][21]

- 철학자 자코모 마라마오[22][23]

- 유엔 관계자 안나리사 참피[24]

- 시인 마르게리타 구이다치[25][26], 마리오 루치[27][28]

- 나폴레옹의 주치의 프란체스코 안토마르키[29]

- 국제사법재판소 판사 압둘카위 아메드 유수프[30][31]

- 철학자 조반니 젠틸레[32]

- 인도의 루지 선수 시바 케샤반[33]

- 룩소티카 CEO 프란체스코 밀레리[34]

- 예루살렘 히브리 대학교 총장 대행 줄리오 라카

- 미술사학자 미렐라 레비 단코나[35]

- 사진작가 에지스토 니노 체카텔리[36]

### 교수진
피렌체 대학교의 저명한 교수진은 다음과 같다.
- 1456년부터 그리스어를 가르친 요안니스 아르기로풀로스

- 1681년 학장을 지낸 라파엘 바디우스

- 통계학자 카를로 에밀리오 본페로니[37][38]

- 시인이자 고대 그리스어 및 문학 교수였던 조반니 보카치오[39]

- 법학자이자 법학부 교수였던 피에로 칼라만드레이

- 국제법학자이자 여러 국제재판소 재판소장을 지낸 안토니오 카세세[40][41]

- 이탈리아 총리(2021~)이자 유럽 중앙은행 총재였으며, 19811991년 정치학부에서 통화경제학 및 통화정책을 가르친 마리오 드라기[42]

- 노벨 물리학상 수상자 엔리코 페르미, 수리물리학 교수[43][44]

- 국제법학자이자 전 국제법 위원회 위원, 국제사법재판소 재판관 조르조 가자

- 이탈리아 헌법재판소 재판관 파올로 그로시

- 시인이자 불문학 교수 마리오 루치

- 정치학자 조반니 사르토리

- 역사학자이자 정치인이었던 조반니 스파돌리니

- 레오나르도 다 빈치는 도심에 위치한 산타 마리아 누오바 병원에서 해부학 연구를 수행했는데, 이 병원은 오늘날 피렌체 대학교와 제휴된 교육 병원이다.

- 이탈리아 총리(2018~2021)였던 주세페 콘테, 사법학 교수

## 주요 시설
- 갈릴레오 박물관

- 피렌체 자연사 박물관

- 피렌체 식물원